# 제주항공 2216편 활주로 이탈 사고
제주항공 2216편 활주로 이탈 사고 또는 무안공항 참사는 2024년 12월 29일 오전 9시 3분경(KST) 대한민국 전라남도 무안군에 위치한 무안국제공항에서 승객 175명, 승무원 6명 총 181명이 탑승하고 있던 방콕발 제주항공 2216편이 착륙 도중 버드 스트라이크로 인한 유압계통 문제(추정)으로 동체 착륙한 뒤 그대로 활주로를 이탈하여 로컬라이저가 설치된 철근 콘크리트 둔덕에 충돌해 폭발하며 탑승자 179명이 사망한 사고이다.
1983년 269명이 사망한 대한항공 007편 격추 사건, 1997년 229명이 사망한 대한항공 801편 추락 사고 이후 대한민국 국적 항공기 사고 중 역대 3번째로 많은 사망자를 낸 사고임과 동시에 2002년 4월 15일 경상남도 김해시 돗대산에서 발생한 중국국제항공 129편 추락 사고로 129명이 사망한 이후 22년 8개월만에 대한민국 국내에서 가장 많은 인명 피해를 낸 항공 사고이며 제주항공 19년 역사상 최초의 사망 사고이다. 또한 2024년 항공사고 중 가장 치명적인 항공 사고이며 2020년에 일어난 우크라이나 국제항공 752편 격추 사건을 넘어 보잉 737 넥스트 제너레이션 기종 중 가장 많은 사상자를 낸 사고이다.
2020년대 항공 사고 중 가장 사상자 수치가 높은 사고임과 동시에 2018년 라이온 에어 610편 추락 사고 이후로 가장 많은 사상자를 낸 항공 사고로 이 사고로 2024년 12월 29일부터 2025년 7월 18일까지 약 7개월동안 무안국제공항의 운항이 전면 중단되었다.

## 배경

### 항공기

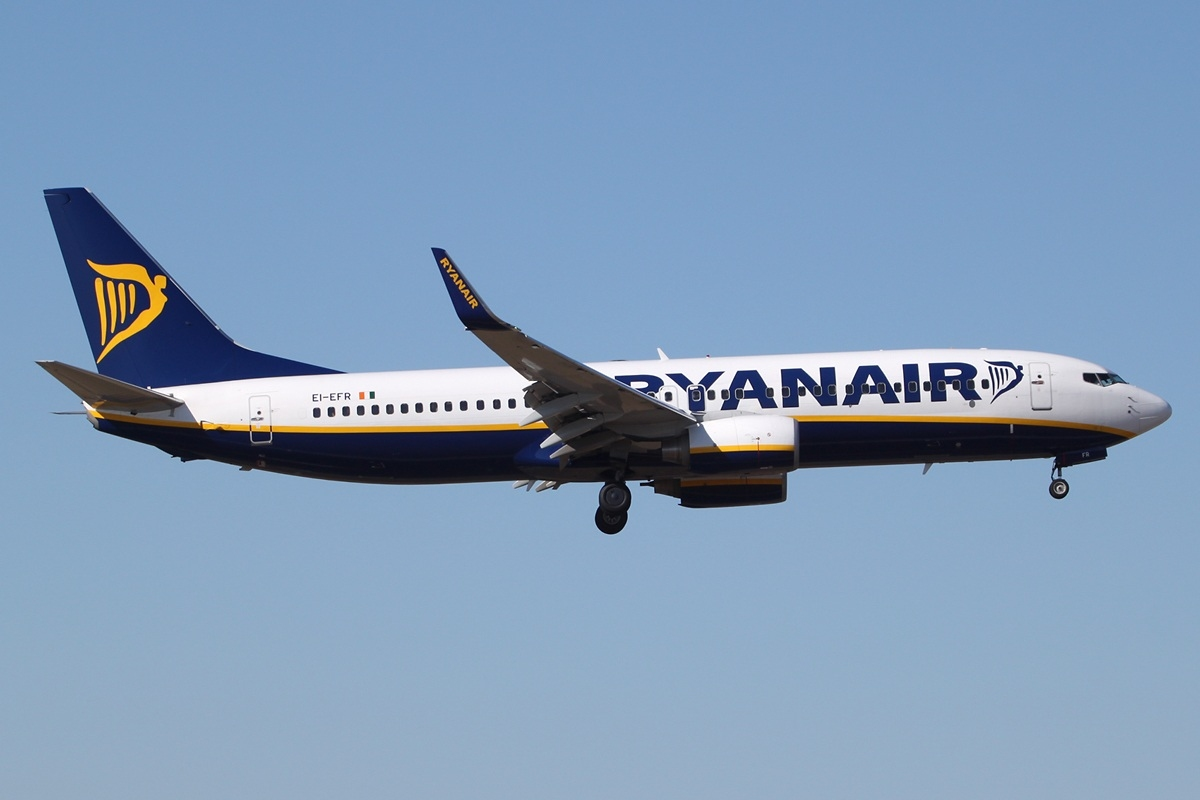
해당 항공기는 라이언에어에서 운항할 당시 EI-EFR로 등록되어 있었다.

해당 항공기는 사고 당시 기령이 15년이 된 기체로, 2009년에 제작된 보잉 737-8AS로 HL8088로 등록되어 있다. 이 항공기는 라이언에어에서 2009년 8월 19일에 처음으로 비행하였고, 2017년에 제주항공에 임대되었다.
사고 발생 12월 29일은, 무안국제공항이 17년 만에 정기 국제선을 부활시킨 데 따른 신규 노선인 무안-방콕 노선이 정기 취항한 지 21일이 지난 시점이었다.
2024년 12월 27일, 사고 발생 이틀 전, 사고 항공기는 제주국제공항에서 베이징 다싱 국제공항으로 가는 제주항공 7C8135편을 운항하던 중 인천국제공항으로 우회했다. 비행 중 승무원은 트랜스폰더로 긴급 사태를 뜻하는 스쿽 7700로 맞춰 비상 사태를 선언했다. 제주항공 관계자는 승객의 의료 비상 상황으로 인해 우회 운항이 이루어졌다고 밝혔다.
추락 사고가 발생하기 전 48시간 동안 해당 항공기는 무안, 제주도, 인천을 경유하여 베이징, 방콕, 코타키나발루, 나가사키, 타이베이를 거쳐 총 13차례 운항했다. 최종 비행 전에 의무적인 항공기 비행 전 정비가 28분 만에 이루어진 것으로 기록되었다. 이는 대한민국 정부 규정에서 허용하는 최소 시간이다. 제주항공에 따르면 최종 비행 전 항공기의 안전 사전 점검에서 문제가 발견되지 않았다.

### 승객 및 승무원
175명의 승객 중 두 명은 태국 국적자였고, 나머지 173명은 대한민국 국적자였다. 탑승객 중 가장 나이가 많은 사람은 1946년생, 가장 어린 사람은 2021년생이었다. 탑승객 181명 중 82명은 남성, 93명은 여성으로 확인되었으며, 10세 이하의 승객은 다섯 명이었다.
1979년 출생의 한 모 기장은 2014년부터 제주항공에서 근무하였고 2019년 3월부터 기장을 맡았으며, 6,820시간 이상의 비행 경력을 보유하고 있었다. 또한 1989년 출생의 김모 부기장은 1,650시간 이상의 비행 경력을 가지고 있었고 2023년 2월부터 부기장을 맡았다. 승무원은 총 네 명이 탑승했으며, 후방 점프 시트에 앉아 있던 두 명의 승무원이 사고에서 유일한 생존자로 의식을 유지한 상태였다. 이들은 갈비뼈, 견갑골, 상부 척추 골절과 발목 및 머리 부상 등 중상에서 경상의 부상을 입었다. 두 사람은 목포의 병원에서 응급 치료를 받은 후 서울의 병원으로 이송되었다. 생존자들은 착륙 직후 상황을 기억하지 못할 정도로 혼란스러운 상태였다고 한다.
대부분의 승객은 방콕으로 5일간의 크리스마스 패키지 여행을 다녀오는 길이었으며, 해당 여행사는 전세기를 이용해 이번 여행을 기획했다. 화순군 소속 현직 또는 전직 공무원 8명과 전라남도교육청 소속 행정 직원 5명이 탑승했다.

## 사고

사고 비행기의 비행 경로

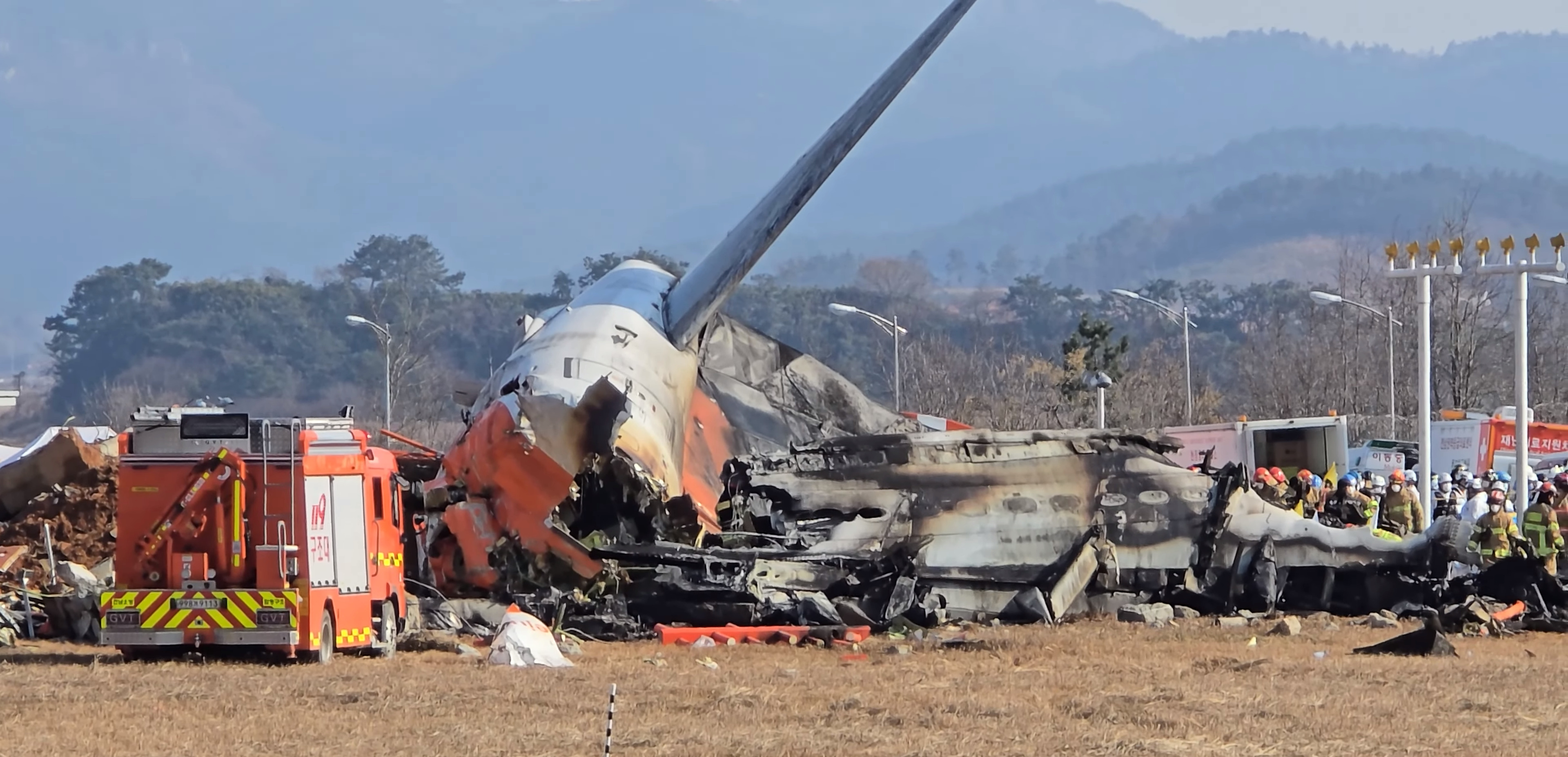
항공기 사고 현장

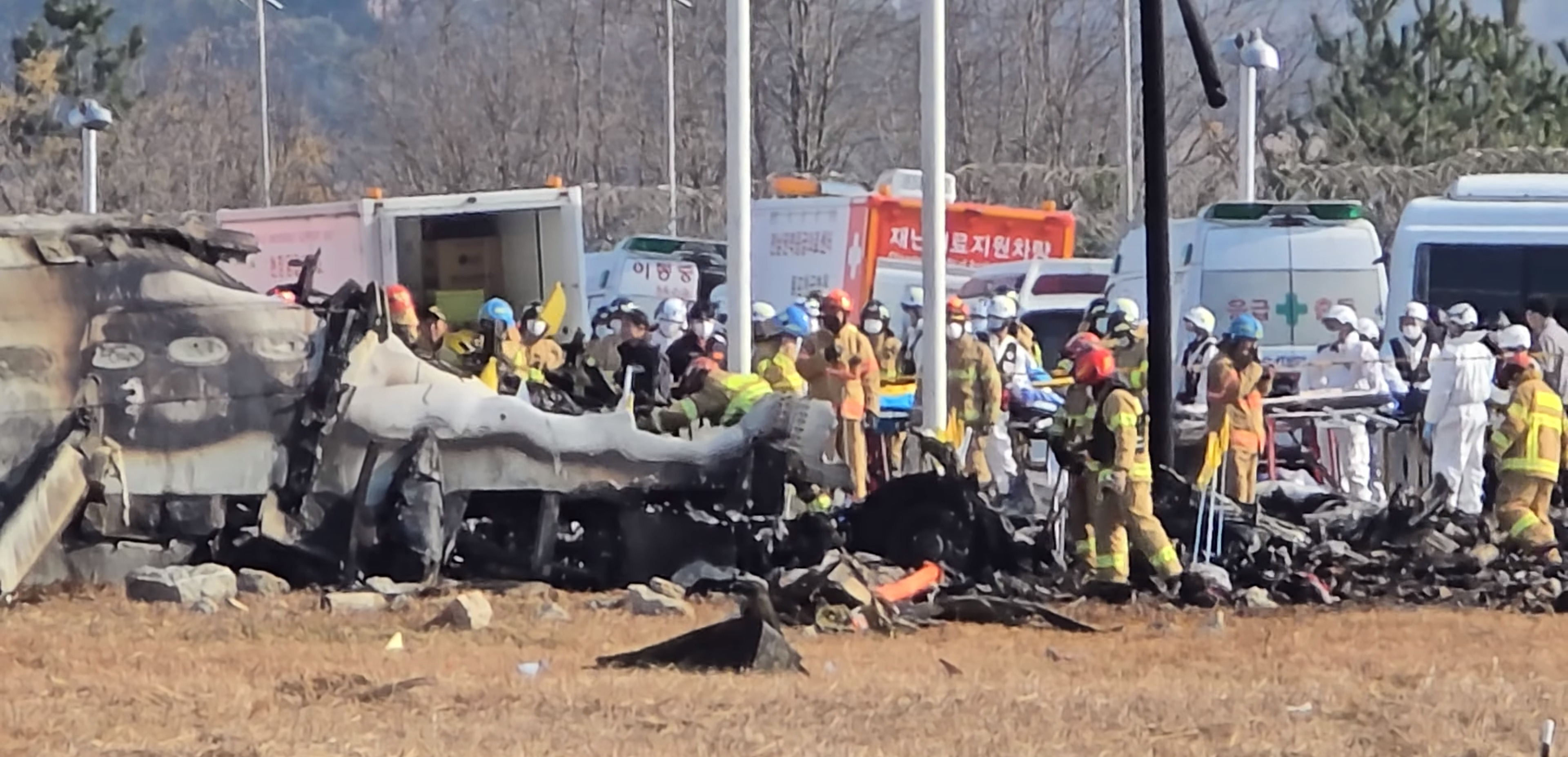
현장에서 사고 수급 중인 경찰, 소방 등 응급 인력의 모습

보잉 737-800 기종의 제주항공 2216편은 태국 방콕의 수완나품 공항에서 출발해 무안국제공항에 입국할 예정이었으나, 착륙 도중 버드스트라이크으로 추정하는 엔진 폭발로 인해 유압에 문제가 생겨 기어가 내려오지 않았고 동체착륙하는 과정에서 속도를 줄이지 못하고 활주로를 이탈, 둔덕에 충돌해 폭발이 발생했다.
제주항공 2216편은 12월 29일 오전 2시 11분경(ICT) 태국의 수도 방콕에 있는 수완나품 공항에서 게이트 F6에서 밀려나 오전 2시 28분(ICT)에 활주로에서 이륙하였다. 탑승객 181명(승객 175명, 승무원 6명)이 탑승하고 있었다.
제주항공 2216편은 오전 8시 54분(KST)에 대한민국 무안국제공항에 착륙 허가를 받았다. 제주항공 2216편은 오전 8시 30분경(KST) 무안국제공항에 도착할 예정이었다. 비행기가 착륙을 준비하는 동안 오전 8시 57분에 조류 충돌 경고를 받았고 1분 후 조난신호인 '메이데이'를 요청했다. 제주항공 2216편은 무안공항 1번 활주로에 접근하여 1차 착륙을 시도하였으나, 착륙 도중 버드스트라이크(추정)으로 인해 복행했다. 1분 후에 역방향으로 착륙을 시도하는 허가를 받았다. 항공기는 동체착륙을 시도하며 활주로의 거의 중간 지점에 떨어져 제동 거리가 줄어들었다(하지만 애초에 둔덕이 콘크리트가 아니었으면 발생하지 않았을 참사이다). 현장 관계자는 동체착륙을 시도한 항공기는 활주로 끝단에 이를 때까지 속도를 줄이지 못하고, 공항 끝단 계기착륙장치가 설치되어 있는 둔덕과 충격 후 폭발이 발생한 것으로 보인다고 전했다.

## 조사

비행기의 착륙 경로

무안국제공항의 활주로가 짧은 탓에 충돌 사고가 발생하였을 수도 있다는 관측에 대하여 주종완 국토교통부 항공정책실장은 "활주로 길이는 2,800m로, 이전에도 유사한 크기의 항공기가 계속 운행해왔다"며 "활주로 길이로 인해 사고가 발생했다고 보긴 어렵다"고 말하였다. 이외에도 "버드 스트라이크(조류 충돌), 랜딩기어 오작동 등 여러 문제가 나오는데 조사를 명확히 해봐야 원인을 알 수 있다"고 설명하였다.
미국은 대한민국의 항공·철도사고조사위원회의 사고 조사에 협조하기 위해 연방 교통안전위원회, 연방항공국 및 항공기 제작사인 보잉의 조사관을 한국에 파견했다. 8명의 조사관이 12월 31일 사고 현장에 도착했다. 합작법인인 CFM 인터내셔널에서 해당 항공기 엔진을 공동 생산한 GE 에어로스페이스가 조사에 합류했다.

### 조류 충돌
충돌 6분 전, 공항 관제탑은 조류 충돌 경고를 발령했다. 1분 후, 기장은 메이데이를 선언했다. 당국은 조류 충돌로 인해 랜딩기어를 제어하는 유압 시스템에 영향을 미치는 오작동이 발생했을 수 있으며 조종사가 랜딩기어를 수동으로 펼칠 시간이 충분하지 않았다고 밝혔다. 무안국제공항은 0.09%의 충돌률로 대한민국 14개 지방공항 중 조류 충돌률이 가장 높다. 충돌 전, 무안에서는 2019년부터 조류 충돌 사례가 10건 기록되었다. 통계적으로 볼 때 충돌의 절대적인 수는 적지만, 비행의 0.09%라는 충돌률은 김포(0.018%)와 제주(0.013%)와 같은 다른 주요 공항보다 상당히 높다. 공항은 영산호와 남서쪽 해안의 갯벌과 같은 주요 조류 서식지와 먹이터 근처에 건설되었다. 조선일보는 환경영향평가에서 공항에 음향포, 레이저, 경고등을 배치할 것을 권고했으나 활주로 연장 공사로 인해 시행이 지연되었다고 보도했다.

### 둔덕

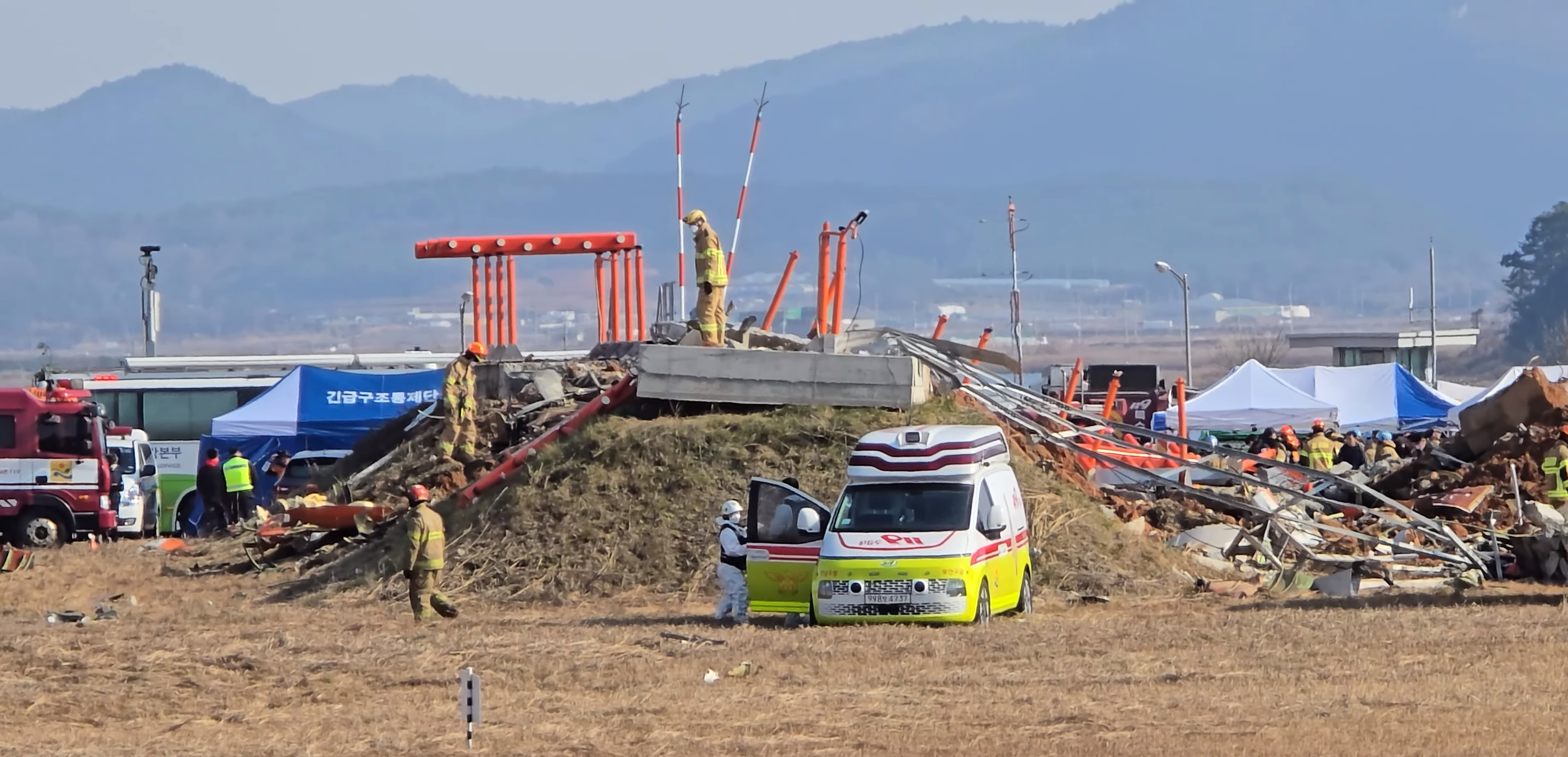
로컬라이저 안테나를 지지했던 문제의 콘크리트 구조물이 설치된 둔덕의 모습

김광일 신라대학교 항공운항학과 교수는 항공기가 충돌한 둔덕의 존재에 대해 비판하면서 비상 착륙은 숙련된 방식으로 이루어졌으며 구조물이 유연했다면 항공기가 일부 파손되더라도 지면을 지나가면서 서서히 속도가 줄었을 것"이라고 말했다. 사고 영상을 본 항공전문가인 데이비트 리어마운트(영어: David Learmount)는 영국 스카이뉴스와의 인터뷰에서 로컬라이저가 둔덕 위에 설치된 점을 지적하며 이러한 행동이 ‘범죄 직전(영어: verging on criminal)’에 해당된다고 지적했다.
문제의 둔덕은 활주로 끝에서 202 미터 (663 ft) 떨어진 흙제방 위의 콘크리트 구조물이었다. 이 둔덕은 항공기 항법을 지원하는 계기착륙장치용 안테나인 로컬라이저를 지지했다. 구조물, 제방, 로컬라이저의 높이가 합쳐 4 미터 (13 ft)였다. 공항 관계자는 활주로 끝의 경사 지형으로 인해 로컬라이저가 제대로 작동하도록 활주로 수준까지 올렸다고 밝혔다. 문재인 정권에 보수공사를 통해 상판에 콘크리트가 더해졌다.

### 블랙박스

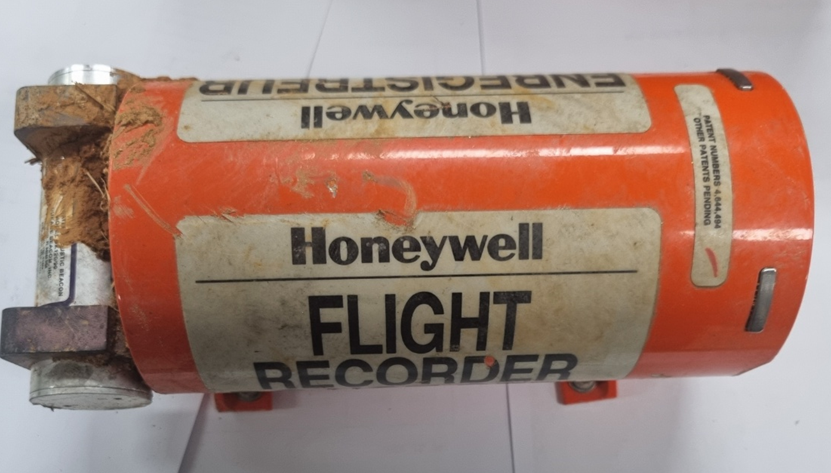
항공기의 손상된 FDR

사고조사위원회는 사고 현장으로부터 조종실음성기록장치(CVR)와 비행자료기록장치(FDR)로 이루어진 블랙박스를 회수하는데 성공하였으나, 음성 추출이 바로 가능한 CVR과 달리 파손된 FDR은 국내에서 자료 추출이 어려워 NTSB와의 협조 하에 미국으로 옮겨서 분석하기로 했다.

## 구조
9시 3분경 신고를 받은 소방 당국은 대응 1단계를 발령하고 9시 14분경 현장에 도착하여 화재 진압을 시작했다. 이후 9시 16분부터 대응 단계를 3단계로 높이고 46분부터 초기진압을 마친 뒤 기체후미부터 구조 작업을 진행했다. 기체 후미 부분에서 남성 승무원 1명과 여성 승무원 1명 총 2명을 구조했으나, 12시 30분 소방당국은 구조된 2명을 제외하고 탑승한 인원 전원이 사망한 것으로 추정했다. 탑승객 181명 중 승무원은 6명, 한국인 승객은 173명, 태국인 승객은 2명인 것으로 확인되었다.
오후 2시경 이진철 부산지방항공청창은 유족과 탑승자 가족을 대상으로 5분간 첫 브리핑을 열었다. 이 청장은 “생존자 2명은 병원으로 이송되었고 사망자는 임시 영안실에 안치한 뒤 신원을 확인하면 장례식장으로 운구하겠다”고 설명하였다.
대한민국 대통령 권한대행 최상목은 모든 장비와 인력을 동원해 인력구조에 총력을 다하라고 지시했다. 대통령실은 정진석 비서실장 주재로 정책실장 성태윤, 정무수석 홍철호, 홍보수석 이도운, 민정수석 김주현 , 경제수석 박춘섭, 사회수석 장상윤, 과학기술수석 박상욱 등이 참석한 비서실장 긴급수석회의를 소집하였다.
경찰은 무안 일대에 갑호비상을, 사고 현장과 인접한 목포·함평에는 을호비상을 발령하였다.
대한민국 대통령 권한대행 최상목은 12월 29일 오후 8시에 열린 중앙재난안전대책본부 3차 회의에서 1월 4일 24시까지 7일간을 국가애도기간으로 정했다. 사고 현장과 전남, 광주, 서울, 세종 등 17개 시도에 합동 분향소를 설치하도록 했다. 전 부처와 지방자치단체·공공기관들은 조기를 게양하고, 공직자들은 애도 리본을 달게 했다.

## 피해
| 국적     | 탑승자 수 | 사망자 수 | 구조 인원 수 |
| -------- | --------- | --------- | ------------ |
| 대한민국 | 179       | 177       | 2            |
| 태국     | 2         | 2         | 0            |
| 합계     | 181       | 179       | 2            |

## 반응

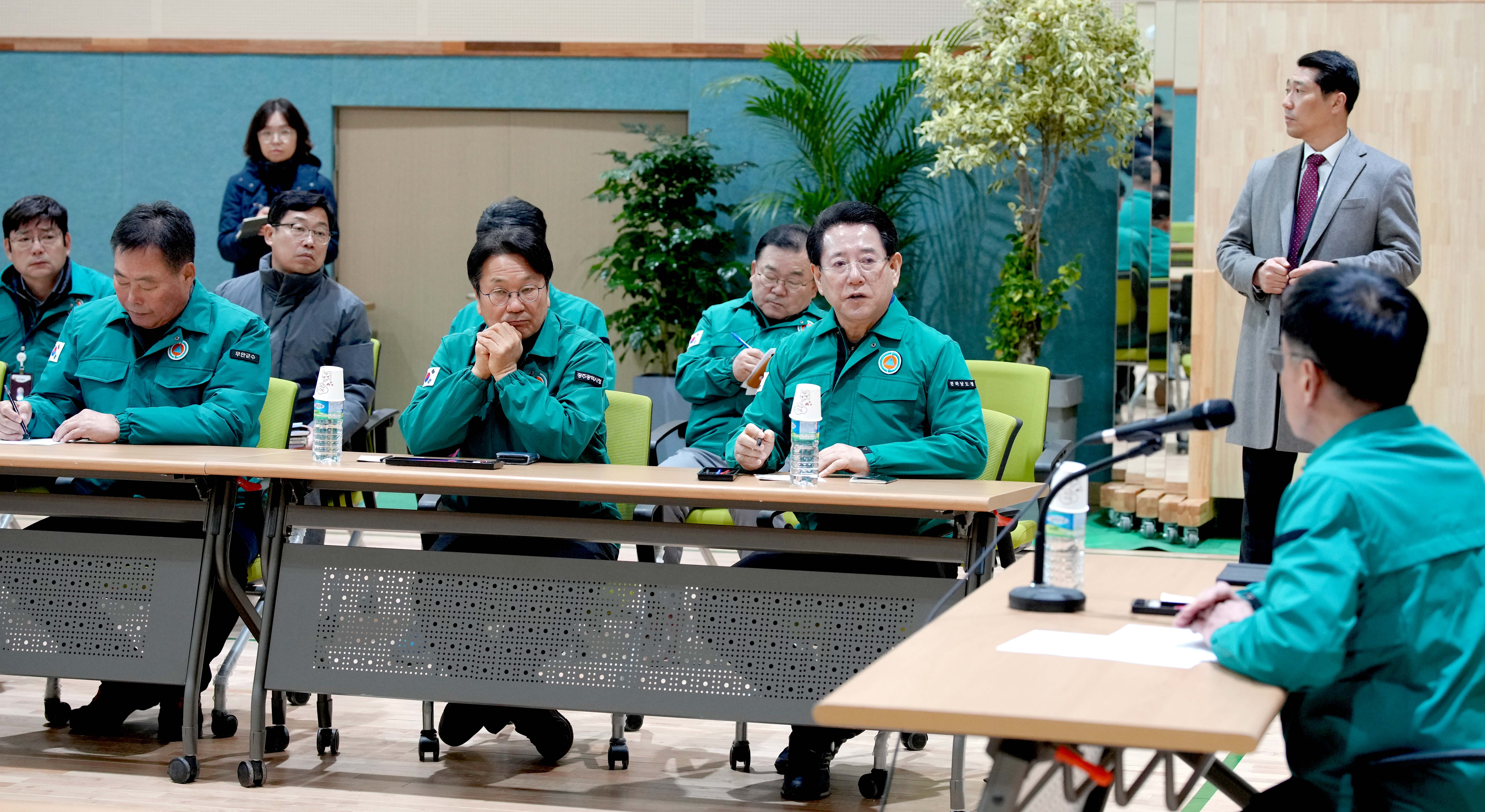
2024년 12월 29일 대한민국 대통령 권한대행 최상목(맨 오른쪽)이 전라남도지사 김영록, 광주광역시장 강기정, 무안군수 김산 등과 함께 무안공항 항공기 폭발사고와 관련 대책회의를 하고 있다.

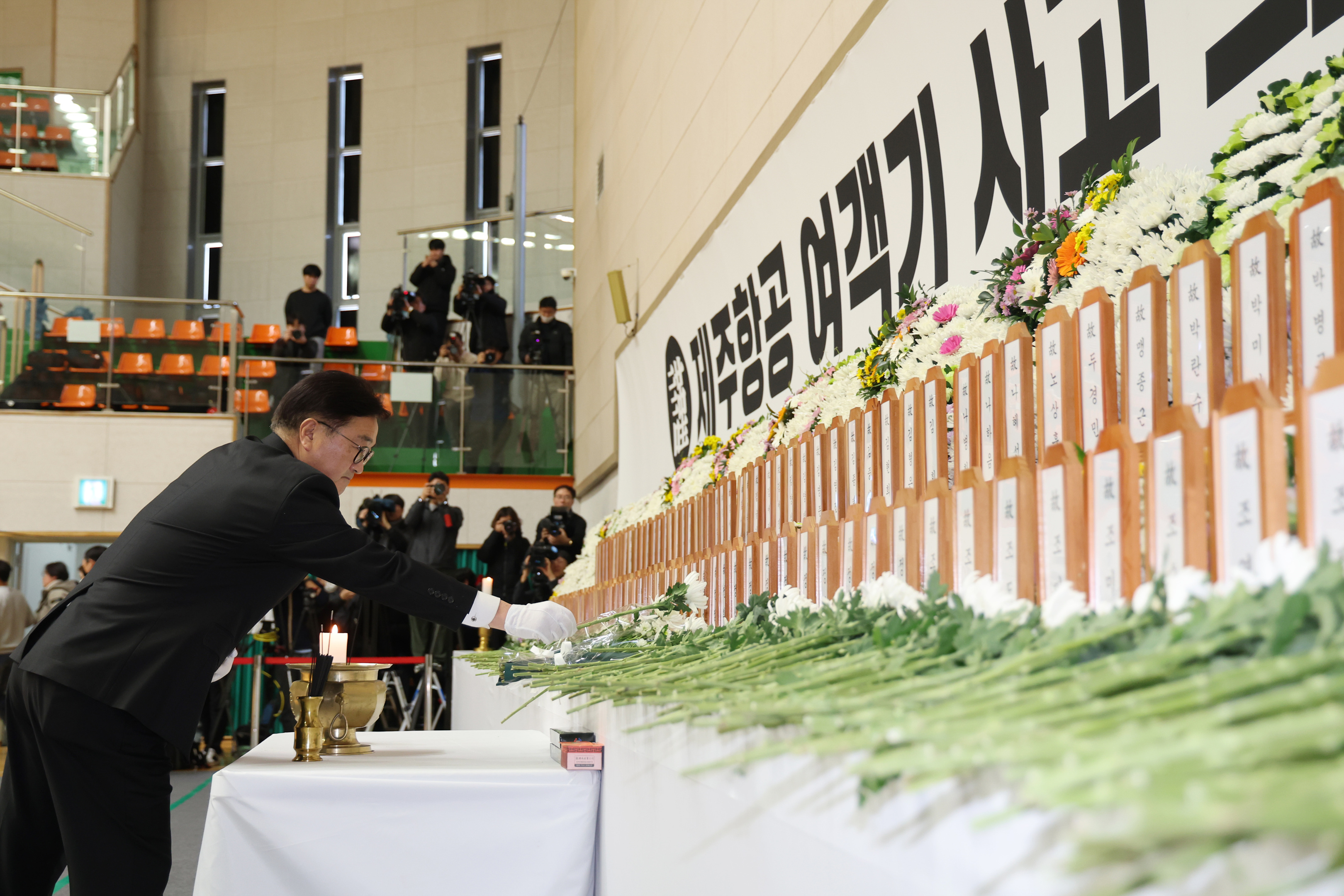
2024년 12월 30일 희생자 분향소를 찾은 국회의장 우원식.

대통령 권한대행이자 기획재정부 장관 겸 경제부총리인 최상목은 가용한 모든 장비와 인력을 동원해 인명구조에 총력을 다하라"로 지시하였다. 국토교통부는 중앙사고수습대책본부를 설치하였으며, 항공·철도사고조사위원회를 사고 현장에 급파하였다. 대통령실은 대통령 비서실장을 중심으로 긴급수석회의를 소집했다. 경찰청은 무안군에 갑호 비상령을, 목포시와 함평군에는 을호 비상령을 발령하였다. 한국철도공사는 "여객기 사고 관련 유가족은 무임으로 임시 열차를 이용할 수 있으며, 추가 임시 열차가 필요한 경우 적극 운행하겠다."는 입장을 밝혔으며, 유가족 지원을 위한 특별열차를 운행한다. 외교부 장관 조태열은 30일 엑스에 영문으로 "탑승했던 두 명의 태국인을 포함해 너무나 많은 소중한 생명을 잃어 가슴이 아프다. 무안국제공항에서 발생한 비극적인 여객기 추락 사고는 우리에게 큰 충격과 깊은 슬픔을 안겼다. 모든 희생자와 유가족에게 진심 어린 애도를 표한다"라며 애도를 표했다.
대한민국 국회의장 우원식은 "국회도 해야 할 일을 찾아 최대한 지원하겠다. 최상목 대통령 권한대행 부총리 겸 기획재정부 장관과 관련 모든 부처는 최선을 다해주시기 바라며 주변 지자체와 도움을 주실 수 있는 모든 기관에서도 노력해주시길 당부드린다"라는 입장을 밝혔으며, 전 국민의힘 당대표 한동훈은 한 분이라도 더 구할 수 있도록 소방 당국에서 최선을 다해 달라고 말했다. 더불어민주당 당대표 이재명은 "가용인력을 총동원해서 인명구조에 최선을 다해달라. 무안공항에서 항공기가 추락해 다수의 사상자가 발생하는 참사가 벌어졌으며, 국회와 민주당도 사고수습을 위해 할 수 있는 모든 지원을 다하겠다"고 밝혔다.
제주항공은 "이번 사고를 위해 모든 노력을 다하겠다. 심려를 끼쳐 드려 죄송하다"는 공식 입장을 밝혔으며, 임원진과 팀장급 전 직원이 소집되었다.

### 세계
태국의 주요 언론은 사고를 긴급 타전 하였으며, 태국 총리 패통탄 친나왓은 "모든 사망자와 부상자 가족들에게 위로의 말씀을 전하고 싶다. 외교부는 태국인 승객이 있는지 서둘러 확인, 태국인 승객이 확인될 경우, 가족에게 연락해 진행 상황을 전달하라"고 하였다. 태국 외교부는 "태국인 승객 2명의 신원과 상태가 아직 확인되지 않았으며, 태국대사관 측이 이들의 상태를 확인하기 위해 한국 당국과 협력하고 있다."고 밝혔다.
그 외에도 중화인민공화국 국가주석 시진핑, 일본 총리 이시바 시게루, 미국 대통령 조 바이든, 유럽 연합 집행위원장 우르줄라 폰데어라이엔, 독일 총리 올라프 숄츠, 우크라이나 대통령 볼로디미르 젤렌스키 등의 국가 정상들이 애도를 표했다.

## 영향
대통령 권한 대행을 겸하는 부총리 겸 기획재정부 장관인 최상목은 이 앞으로 참사 수습에 주력하여야 하는 상황을 고려해 2025년도 경제정책방향 발표가 순연되었다.
국토교통부에서는 사고 처리와 조사를 목적으로 무안국제공항의 활주로를 2025년 1월 1일 오전 5시까지 모두 폐쇄하였다. 이후 연기를 거듭해 1월 19일까지 페쇄를 연장하였고, 해제 하루 전인 1월 18일에는 활주로에 아직 잔해가 남아있고 사고 조사가 진행중인 까닭을 들어 동년 4월 18일 오전 5시까지로 다시 연장하였다.

### 방송
이 사고로 인하여 KBS와 SBS 등 모든 방송사들의 정규 프로그램이 전면 중단하면서, 긴급 뉴스 특보로 대체되었다.
대부분의 지상파 방송 채널은 특보 체제로 변경한 채, 재난방송 주관 방송사인 KBS가 제주항공 참사 속보를 오전 10시에 처음 보도되자마자, 전 세계의 매스컴들이 숨 가쁘게 움직이면서, 같은 시각 KBS 뉴스를 전해 들은 일본 NHK 서울지국도 KBS 보도를 인용해서 이 소식을 일제히 보도하기 시작했고, 비슷한 시각인 NTV(닛폰 TV 방송망)와 후지TV도 정규 방송까지 일제히 중단하면서 SBS와 MBC 뉴스 속보를 인용하여 긴급 보도로 타전했다. 이처럼, KBS와 SBS 등 지상파 3사가 이처럼 속보 경쟁에서 전 세계적 특종을 하게 된 것은 뉴스를 쫓는 방송인들의 집념 어린 노력의 결과였다.

### 문화
이 사고로 2025년 1월 4일까지가 국가애도기간으로 지정되었고, 대부분의 지자체에서 제야의 종 타종 행사와 연말 시상식과 같은 새해, 연말 행사가 취소되거나 축소되었다.

### 연예계
가수, 배우 등의 연예인들은 사망한 탑승객들을 추모하기 위해 SNS에서 이벤트 대신 애도글을 작성했다.

### 관광계
롯데월드나 에버랜드 등의 테마파크에서는 애도를 위해 새해 행사를 모두 중단했다.

### 내용주
1. ↑  이 여객기는 보잉 737–800 모델이였다. 보잉은 자사 여객기를 구매하는 각 회사에 고유한 코드를 할당하고, 이 코드는 항공기가 제작될 때 모델 번호의 접미사로 적용된다. 따라서 "737-8AS"는 라이언에어(고객 코드 AS)를 위해 제작된 737-800을 나타낸다.
2. ↑  무안국제공항의 활주로는 사고가 일어난 활주로가 유일하다.
3. ↑  원래 1월 1일 오전 5시까지 패쇄 예정이었으나 이후 1월 7일로 연장된 후 1월 14일로 다시 연장, 1월 19일로 연장한 것이 다시 연기되었다.

### 참조주
1. ↑  “탑승자 181명 중 179명 사망…2명만 생존(종합2보) [제주항공 참사]”. 《연합뉴스》. 2024년 12월 29일.
2. ↑  오정민 (2024년 12월 29일). “[속보] 181명 탑승 여객기 무안공항서 추락…28명 사망”. 《한국경제》. 2024년 12월 29일에 확인함.
3. ↑  “South Korea Plane Crash Live Updates: Dozens Dead After Jeju Air Flight Explodes - The New York Times”. 《The New York Times》.
4. ↑  Ranter, Harro. “Accident Boeing 737-8AS (WL) HL8088, Sunday 29 December 2024”. 《Aviation Safety Network》. 2024년 12월 29일에 확인함.
5. ↑  Choe, Sang-Hun; Yoon, John; Young, Jin Yu (2024년 12월 29일). “Anger and Agony in South Korea After Plane Crash-Lands, Killing 179”. 《The New York Times》. 2024년 12월 30일에 원본 문서에서 보존된 문서. 2024년 12월 29일에 확인함.
6. ↑  Robles, Carlos (2024년 12월 29일). “Jeju Air plane crashes while landing in South Korea; 28 dead”. 《BNO News》 (미국 영어). 2024년 12월 29일에 확인함.
7. ↑  FlightRadar24 [flightradar24] (2024년 12월 28일). “#7C2216 was operated by a Boeing 737–800, not a MAX variant. Two CFM56-7B engines power the aircraft. Jeju Air took delivery of the aircraft in 2017. It had previously operated with Ryanair.” (트윗). 2024년 12월 28일에 확인함.
8. ↑  Field, James (2024년 12월 29일). “Jeju Air Boeing 737 Crashes in Muan, South Korea”. 《AviationSource News》 (미국 영어). 2024년 12월 29일에 확인함.
9. ↑  “제주항공 무안-방콕 노선, 정기 취항 21일만에 참사”. 동아일보. 2024년 12월 29일.
10. ↑  박규빈 (2024년 12월 28일). “제주항공 여객기, 운항 중 환자 발생…인천국제공항에 비상 착륙”. 에너지경제신문. 2024년 12월 29일에 확인함.
11. ↑  차민지 (2024년 12월 30일). “[제주항공 참사] 48시간 동안 13차례 운항…연말 전세기 운항 무리했나”. 연합뉴스. 2025년 1월 6일에 확인함.
12. ↑  이상무 (2024년 12월 30일). “[단독] 착륙 1시간 내 이륙하려 '28분 정비'… 제주항공기, 참사 전날만 4개국 돌았다”. 한국일보. 2025년 1월 6일에 확인함.
13. ↑  “제주항공, 사고 여객기 마지막 점검에서 '문제 없음'”. 《BBC》. 2024년 12월 31일. 2024년 12월 31일에 확인함.
14. ↑  Wee, Sui-Lee (2024년 12월 28일). “Thailand's Foreign Ministry confirmed that there were two Thai passengers on the plane.”. 《The New York Times》. 2024년 12월 28일에 확인함.
15. ↑  Herman, Alice; Lowe, Yohannes; Lavelle, Daniel; Ratcliffe, Rebecca; Stock, Petra; Russell, Graham (2024년 12월 29일). “South Korea plane crash: death toll passes 60 after Jeju Air flight skids off runway at Muan airport – live updates”. 《The Guardian》. 2024년 12월 29일에 확인함. Among the 175 passengers aboard the flight from Bangkok, officials say 173 were Korean nationals and two were Thai nationals.
16. 1 2  Kim, Sol-bin. “'2021년생 세살 아기도' 가족 여행객 다수, 탑승자 명단마저 슬픔...” ['21-year-old baby included' Many family travelers, even the passenger list is sad...]. 《Yonhap Today》. 2024년 12월 29일에 확인함.
17. ↑  Kim, Seung-yeon (2024년 12월 29일). “(11th LD) 176 dead, 3 missing, 2 rescued in deadly plane crash in Muan”. 《Yonhap News Agency》. 2024년 12월 29일에 확인함.
18. ↑  Choi, Jeong-yoon; Lee, Si-jin (2024년 12월 29일). “179 dead in S. Korea's worst-ever aviation disaster”. 《The Korea Herald》. 2024년 12월 29일에 원본 문서에서 보존된 문서. 2024년 12월 29일에 확인함.
19. 1 2  Kim, Hyung-jin; Kim, Tong-Hyung (2024년 12월 29일). “A plane crashes and bursts into flames while landing in South Korea, killing 179”. 《Associated Press News》. 2024년 12월 29일에 확인함.
20. ↑  “(Lead) Survivor of plane crash says 'When I woke up I had already been rescued'”. 《Yonhap News Agency》. 2024년 12월 29일. 2024년 12월 29일에 원본 문서에서 보존된 문서. 2024년 12월 29일에 확인함.
21. ↑  Bae, Nabo (2024년 12월 29일). [무안 제주항공 참사] 생존 승무원 2명, 모두 서울로 이송 [[Muan Jeju Air Disaster] 2 surviving crew members, all transferred to Seoul]. 《Yonhap News Agency》. 2024년 12월 29일에 확인함.
22. ↑  “Muan Airport crash survivor asks, 'What happened?'”. 《The Korea Times》. 2024년 12월 29일. 2024년 12월 29일에 확인함.
23. ↑  '3박5일' 크리스마스 방콕 여행객들 '참변'…여행사 전세기. 《News1 Korea》. 2024년 12월 29일. 2024년 12월 29일에 확인함. 29일 오전 전남무안국제공항에서 불시착해 폭발 화재사고가 난 여객기에는 대부분 크리스마스에 맞춰 태국 방콕으로 3박 5일 일정으로 여행을 떠났던 탑승객들이 탔던 것으로 파악됐다.
24. ↑  천경석 (2024년 12월 30일). “‘10년 인연’ 화순 전·현직 공무원 8명 희생…허위 소문에 또 상처”. 《한겨레》. 2024년 12월 31일에 확인함.
25. ↑  김상현 (2024년 12월 29일). “전남도교육청, 사고여객기에 교직원 5명, 학생 3명 탑승 확인”. 《노컷뉴스》. 2024년 12월 31일에 확인함.
26. 1 2  정대하; 정혁준 (2024년 12월 29일). “[속보] 무안공항 181명 탄 항공기 추락…최소 28명 사망”. 《한겨레》. 2024년 12월 29일에 확인함.
27. ↑  “Jeju Air 2216”. FlightAware. 2024년 12월 28일. 2024년 12월 28일에 확인함.
28. 1 2 3  Dean, Grace (2024년 12월 29일). “Jeju Air: What we know about the South Korea plane crash”. 《BBC News》 (영국 영어). 2024년 12월 30일에 확인함.
29. 1 2  문지연; 강다은 (2024년 12월 29일). “국토부 "조류 충돌 경보 1분 후 조종사 '메이데이' 선언"… 5분 후 충돌”. 《조선일보》. 2024년 12월 30일에 확인함.
30. ↑  김지성; 장아름 (2024년 12월 29일). “활주로 착륙 20초 만에 외벽에 '꽝'‥"제동 거리 짧았다"”. MBC. 2024년 12월 30일에 확인함.
31. ↑  박철홍 (2024년 12월 29일). “무안공항 여객기 "랜딩기어 고장으로 동체착륙 중 사고 추정"”. 연합뉴스.
32. ↑  “국토부 "무안 제주항공 사고 사망자 현재까지 85명 확인"”. 연합뉴스. 2024년 12월 29일.
33. ↑  Kim, Hyung-jin (2024년 12월 31일). “US and Boeing investigators examine the site of a deadly South Korean plane crash”. 《AP News》. 2025년 1월 2일에 확인함.
34. ↑  Jin, Hyunjoo (2025년 1월 3일). “Engine maker GE joins South Korean probe of fatal plane crash”. 《Reuters》. 2025년 1월 4일에 확인함.
35. ↑  “Bird strike, rushed belly landing blamed for Jeju Air crash catastrophe”. 《The Korea Times》. 2024년 12월 30일. 2024년 12월 30일에 원본 문서에서 보존된 문서. 2024년 12월 30일에 확인함.
36. ↑  “[단독] 무안공항 ‘버드 스트라이크’ 발생률, 14개 지방공항 중 제일 높았다”. 경향신문. 2024년 12월 29일.
37. ↑  고경주 (2024년 12월 29일). 갯벌·철새 서식지...무안공항, 조류충돌 발생률 14개 공항 중 가장 높아. 《한겨레》. 2024년 12월 29일에 원본 문서에서 보존된 문서. 2024년 12월 29일에 확인함.
38. ↑  “무안공항, 정치 논리로 건설… 조류 서식지 4곳 둘러싸여 초기부터 논란”. 조선일보. 2024년 12월 30일.
39. ↑  “항공 전문가들 "왜 활주로 끝에 콘크리트 둔덕을…" [인터뷰+]”. 한국경제. 2024년 12월 30일.
40. ↑  Parmenter, Tom (2024년 12월 29일). “South Korea: Expert says concrete wall plane crashed into is 'verging on criminal'”. 《스카이뉴스》. 2024년 12월 30일에 확인함.
41. ↑  전형주 (2024년 12월 30일). “세계 어디서도 본적 없어…활주로 끝 '콘크리트 둔덕' 화 키웠다?”. 《머니투데이》. 2024년 12월 30일에 확인함.
42. ↑  형민우 (2024년 12월 31일). “[제주항공 참사] 작년에 교체된 대형 참사 부른 '콘크리트 구조물'”. 《연합뉴스》. 2025년 1월 6일에 확인함.
43. ↑  “[참고] 제주항공 여객기 사고 대응(12보)”. 《국토교통부》. 2025년 1월 1일. 2025년 1월 5일에 확인함.
44. ↑  주영재 (2024년 12월 29일). “[속보]전남 무안공항 활주로이탈사고···약 40분만에 초진·2명 구조”. 《경향신문》. 2024년 12월 29일에 확인함 – 네이버 뉴스 경유.
45. ↑  박지현 (2024년 12월 29일). “[속보] 소방당국 "무안공항 추락 탑승객, 생존자 2명 제외 모두 사망 추정"”. 《뉴스1》. 2024년 12월 29일에 확인함.
46. ↑  “무안공항 추락 여객기 승객 국적, 한국 173명·태국 2명”. 연합뉴스. 2024년 12월 29일.
47. ↑  “‘제주항공 무안참사’ 사망자 이름 듣자 가족들 오열”. 한겨레. 2024년 12월 29일.
48. ↑  배주환 (2024년 12월 29일). “최상목, 무안공항 항공기 추락 사고에 "인력구조 총력" 지시”. 《MBC 뉴스》. 2024년 12월 29일에 확인함.
49. ↑  신윤정 (2024년 12월 29일). “[속보] 대통령실, '공항사고' 비서실장 긴급수석회의 소집”. 《YTN 뉴스》. 2024년 12월 29일에 확인함.
50. ↑  “대통령실, 무안 항공기 참사 수습 '24시간 비상 대응 태세' 가동”. 서울경제. 2024년 12월 29일.
51. ↑  “경찰, 항공기 추락사고 발생 전남 무안에 ‘갑호비상’ 발령”. 경향신문. 2024년 12월 29일.
52. ↑  “최 권한대행 "비통함과 송구한 마음…7일간 국가애도기간"”. 《연합뉴스》. 2024년 12월 29일.
53. ↑  정회성 (2024년 12월 29일). “구조당국 "제주항공 참사 사망 179명·구조 2명 최종 확인"”. 《연합뉴스》. 2024년 12월 29일에 확인함.
54. ↑  “최상목, 무안공항 항공기 추락 사고에 "인력구조 총력" 지시”. 《MBC》. 2024년 12월 29일. 2024년 12월 29일에 확인함.
55. ↑  “국토부, 무안 항공기사고 수습대책본부 설치…조사단 급파”. 《연합뉴스》. 2024년 12월 29일.
56. ↑  “대통령실, 비서실장 주재 긴급수석회의 소집”. 《동아일보》. 2024년 12월 29일. 2024년 12월 29일에 확인함.
57. ↑  “경찰, 무안 '갑호비상' 발령…함평·목포 '을호비상'”. 《파이낸셜뉴스》. 2024년 12월 29일. 2024년 12월 29일에 확인함.
58. ↑  “코레일, 제주항공 여객기 사고 유가족 지원 열차 편성”. 《연합뉴스》. 2024년 12월 29일.
59. ↑  “조태열 외교장관 “태국인 2명 포함, 수많은 소중한 생명 잃어””. 《동아일보》. 2024년 12월 30일.
60. ↑  “우의장 "무안사고, 인명구조 가장 우선…국회도 최대한 지원"”. 《연합뉴스》. 2024년 12월 29일.
61. ↑  “한동훈 "무안 항공기 사고, 소방당국 최선 다해달라"”. 《아주경제》. 2024년 12월 29일. 2024년 12월 29일에 확인함.
62. ↑  “민주 "무안공항 제주항공 활주로 이탈 화재 사고...인명구조 최선 다해달라"”. 《토요경제》. 2024년 12월 29일. 2024년 12월 29일에 확인함.
63. ↑  “제주항공 "사고 수습 위해 모든 노력…정확한 원인·상황 파악 중"”. 《MBN》. 2024년 12월 29일.
64. ↑  “태국 언론, 주요 외신도 무안공항 사고 보도”. 《디지털타임즈》. 2024년 12월 29일.
65. ↑  “태국 총리 "탑승객 가족에 연락하라"…태국인 2명 명단 확인”. 《JTBC》. 2024년 12월 29일.
66. ↑  “태국 당국 "제주항공 탑승 태국인 2명 신원·상황 확인중"”. 《한국경제》. 2024년 12월 29일.
67. ↑  “[제주항공 참사] 세계 정상 애도…"한국 국민과 함께할 것"”. 《연합뉴스》. 2024년 12월 30일.
68. ↑  “日 총리 “안타까운 사고로 희생된 분들과 유족에 애도””. 2024년 12월 29일. 2024년 12월 29일에 확인함.
69. ↑  “[제주항공 참사] 세계 정상 애도…"한국 국민과 함께할 것"(종합2보)”. 《연합뉴스》.
70. ↑  “[무안 제주항공 참사] 정부, '2025년 경제정책방향' 발표 순연”. 《연합뉴스》. 2024년 12월 29일.
71. ↑  기자, 안광호 (2024년 12월 29일). “[속보]국토부 “내년 1월 1일 오전 5시까지 무안공항 활주로 폐쇄”…블랙박스 회수”. 2024년 12월 29일에 확인함.
72. ↑  “무안공항 활주로 폐쇄 석달 연장...재개 하루 앞두고 연기”. 《조선일보》. 2025년 01월 18일.
73. ↑  박강수 (2024년 12월 29일). “조선일보, 제주항공 ‘승객 전원 명단’ 공개 뒤 삭제”. 《한겨레》. 2024년 12월 31일에 확인함. 전남 무안공항에서 제주항공 여객기가 추락해 대규모 인명 피해가 발생하면서 지상파 방송사들이 당초 예정된 예능 프로그램을 취소하고 뉴스특보 체제로 전환했다.
74. ↑  조선비즈 (2024년 12월 31일). “롯데월드 퍼레이드 중단... 카운트다운 행사도 취소돼”. 2025년 1월 2일에 확인함.
75. ↑  “증권플러스”. 2025년 1월 3일에 확인함.